# Milan Lucic
Milan Lucic (Vancouver, 7 giugno 1988) è un hockeista su ghiaccio canadese, di ruolo ala sinistra di origini serbe..